# Saliniak
Saliniak (Andalgalomys) – rodzaj ssaków z podrodziny bawełniaków (Sigmodontinae) w obrębie rodziny chomikowatych (Cricetidae).

## Zasięg występowania
Rodzaj obejmuje gatunki występujące w Ameryce Południowej.

## Morfologia
Długość ciała (bez ogona) 75–126 mm, długość ogona 85–136 mm, długość ucha 17–24 mm, długość tylnej stopy 21–27 mm; masa ciała 25–45 g.

## Systematyka
Rodzaj zdefiniowali w 1978 roku amerykańscy teriolodzy Daniel F. Williams i Michael A. Mares na łamach Annals of the Carnegie Museum. Na gatunek typowy autorzy wyznaczyli (oryginalne oznaczenie) saliniaka krzewiastego (A. olrogi).

### Etymologia
Andalgalomys: Andalgalá – miasto w Argentynie w prowincji Catamarca; gr. μυς mus, μυoς muos ‘mysz’.

### Podział systematyczny
Do rodzaju należą następujące gatunki:
- Andalgalomys pearsoni (Myers, 1977) – saliniak trawiasty
- Andalgalomys olrogi D.F. Williams & Mares, 1978 – saliniak krzewiasty